# Pionosyllis aciculigrossa
Pionosyllis aciculigrossa är en ringmaskart som beskrevs av San Martin 1990. Pionosyllis aciculigrossa ingår i släktet Pionosyllis och familjen Syllidae.
Artens utbredningsområde är Mexikanska golfen. Inga underarter finns listade i Catalogue of Life.